# Poder dels aliments
El terme poder dels aliments, en l'àmbit de la política internacional, fa referència a l'ús de l'agricultura com un mitjà de control polític on una nació o grup ofereix o reté béns enfront d'una altra nació o grup de nacions per tal de manipular el funcionament. El seu ús potencial com una arma va ser reconegut després que l'OPEP utilitzés el petroli com a arma política. Els aliments tenen una gran influència sobre les accions polítiques d'una nació.
El poder dels aliments és una part integral de la política alimentària. La idea és aplicar-la en embargaments, llocs de treball i polítiques alimentàries. Perquè una nació pugui utilitzar el poder dels aliments eficaçment ha de tenir en compte l'escassetat, la concentració de l'oferta, la dispersió de la demanda i la independència d'acció. Els quatre principals països exportadors de productes agrícoles amb capacitat per exercir aquest poder són: Estats Units, Canadà, Austràlia i Nova Zelanda. A menor escala, sobretot en alguns països africans, el poder dels aliments s'ha utilitzat com a arma pels opositors en guerres i conflictes interns contra el seu propi poble.